# José Ángel Cuerda
José Ángel Cuerda Montoya (Vitoria, 17 de marzo de 1934) es un abogado y político del País Vasco. Fue alcalde de Vitoria después de Marco Tabar tras la muerte del dictador Francisco Franco y ejerció el cargo desde 1979 hasta 1999, siendo elegido alcalde cinco veces consecutivas.

## Trayectoria política
Inició su militancia en el Partido Nacionalista Vasco  (PNV), partido que abandonó temporalmente para unirse a Eusko Alkartasuna (EA) en 1986; en enero de 1990 volvió al PNV. Además de alcalde de su ciudad, en las elecciones de 1977 fue elegido diputado en las Cortes Españolas, así como parlamentario en la cámara vasca en 1984 y 1986.
Abogado de profesión y profesor universitario durante más de cuarenta años, fue uno de los precursores en el País Vasco del concepto del desarrollo sostenible. Ha participado en diferentes foros ciudadanos, sociales y universitarios. Es promotor de la asociación Bizitza-Berria de apoyo a las personas sin hogar de Vitoria.
Durante su mandato, Vitoria alcanzó cuotas elevadas de bienestar y calidad de vida, y su gestión fue reconocida por multitud de organismos locales, nacionales e internacionales. Fue pionero en la incorporación del medio ambiente como variable estratégica de gestión urbana; construyó un tupido tejido social en la ciudad basado en una red de equipamientos socioculturales y deportivos de primer orden; abanderó la lucha contra la discriminación y a favor de la inclusión social de las personas menos favorecidas; en 1994 recibió Premio Gehitu del País Vasco y el Premio Triángulo Rosa del Colectivo de Gais y Lesbianas de Madrid por ser el primer cargo público en abrir un Registro de Uniones Civiles tanto para parejas heterosexuales como homosexuales; lideró la ayuda a la cooperación municipalista con el desarrollo socioeconómico de los países del denominado Tercer Mundo; diseñó un modelo urbanístico pensado para el ciudadano; implementó un campus de la Universidad del País Vasco y desarrolló un proceso integral de rehabilitación del casco urbano medieval de la ciudad reconocido a nivel europeo (Premio Europa Nostra en 1982).[cita requerida]
José Ángel Cuerda fue sucedido en la alcaldía por Alfonso Alonso, del Partido Popular.

## Premios y reconocimientos
- 2001: Medalla de Oro de la ciudad, máxima distinción que otorga el Ayuntamiento de Vitoria.[8]
- 2011: Celedón de Oro.[9]
- 2015: Premio Ignacio Ellacuria de cooperación.[10][11]
- 2022: Medalla Francisco de Vitoria.[12]